# Jermain Defoe
Jermain Defoe, angleški nogometaš in trener, * 7. oktober 1982.
Defoe je nekdanji nogometaš, ki je igral na položaju napadalca .